# بال ليدرسن
بال ليدرسن (بالنرويجية: Pål Lydersen‏) (مواليد 10 سبتمبر 1965) لاعب كرة قدم نرويجي محترف سابق كان يلعب ظهيرا أيسرا.

## مسيرته
لعب ليدرسن مع نادي ستارت النرويجي، حتى التوقيع مع نادي أرسنال الإنجليزي في نوفمبر 1991. ومع ذلك لعب 16 مباراة فقط في جميع المسابقات خلال الفترة التي قضاها في النادي.
في فبراير 1994، إنتقل ليدرسن على سبيل الإعارة إلى ناديه القديم نادي ستارت لموسم 1994 في الدوري النرويجي وأصبح الانتقال دائمًا عندما أنهى أرسنال عقده في مارس 1995. إنتقل بعد ذلك للعب في صفوف شتورم غراتس في النمسا ثم إلى نادي مولده، قبل أن يعتزل في نهاية موسم الدوري النرويجي 1999. كما خاض 20 مباراة دولية مع منتخب النرويج وسجل هدفا واحدا.

## الجوائز
مرتبة الشرف جائزة كنيكسن كمدافع عن العام: 1994.